# Ramūnas Godeliauskas
Ramūnas Godeliauskas (* 1973 in Telšiai)  ist ein litauischer sozialdemokratischer Politiker, Bürgermeister der Rajongemeinde Rokiškis.

## Leben
Nach dem Abitur 1991 an der Mittelschule Telšiai absolvierte Ramūnas Godeliauskas 1998 das Studium des Rechts an der Mykolo Romerio universitetas.
Von 1994 bis 1996 arbeitete er in der Transportpolizei und von 1996 bis 2004 in  den Ermittlungsabteilungen für Wirtschaftskriminalität und organisierte Kriminalität der Polizei Rokiškis. Von 2004 bis 2014 leitete Ramūnas Godeliauskas die Rechtsabteilung der Verwaltung Rokiškis.
Von 2016 bis 2019 war er Gehilfe in der Seimas-Kanzlei, Berater von Raimundas Martinėlis. 
Bei Kommunalwahlen in Litauen 2019 wurde er direkt zum Bürgermeister und 2023 schon im ersten Wahlgang zur zweiten Amtszeit wiedergewählt.
2002 war Ramūnas Godeliauskas Mitglied von Liberalų demokratų partija, dann der Tvarka ir teisingumas. 2018 gründete er die Wählergruppe  "Vieningi kartu su Ramūnu Godeliausku" und nahm an der Kommunalwahl 2019. Als LSDP-Kandidat nahm er an der Wahl 2023.
Ramūnas Godeliauskas ist verheiratet und hat einen Sohn und eine Tochter.